# Wacław Hieronim Sierakowski
Wacław Hieronim Sierakowski herbu Ogończyk, (ur. 1699 lub 1700 w Rabie Wyżnej, zm. 25 października 1780 roku w Obroszynie) – biskup kamieniecki (1739–1742), przemyski (1742–1760), następnie arcybiskup lwowski (1760–1780), konfederat barski.

## Życiorys

### Pochodzenie
Urodzony w Rabie Wyżnej na Podhalu jako syn Jana Sierakowskiego (stolnika zakroczymskiego, starosty mszańskiego i olszowskiego) oraz kasztelanki inowrocławskiej Marianny z Ruszkowskich herbu Pobóg.

### Edukacja i posługa duchowna
Uczęszczał do Szkół Nowodworskich w Krakowie oraz na Wydział Teologiczny Akademii Krakowskiej. Studia kontynuował także w kolegium w Łowiczu i w Rzymie, gdzie uzyskał stopień doktora obojga praw (łac. Iuris Utriusque Doctor). Święcenia kapłańskie otrzymał w 1726 r. w Krakowie z rąk bpa Konstantego Felicjana Szaniawskiego. 4 maja 1738 został w Kielcach konsekrowany na biskupa przez kard. Jana Aleksandra Lipskiego. Został biskupem tytularnym Cestrus i koadiutorem inflanckim, w 1738 biskupem inflanckim, 16 listopada 1739 kamienieckim, 25 maja 1742 przemyskim, 21 lipca 1760 arcybiskupem lwowskim. Napisał kilka dzieł o treści religijnej.
Dnia 8 września 1752 dokonał koronacji cudownego obrazu Matki Bożej Pocieszenia w Leżajsku koronami papieża. 8 września 1755 koronował cudowną figurę Matki Bożej Bolesnej w Jarosławiu koronami papieża, w maju 1776 – cudowny obraz Matki Bożej Łaskawej we Lwowie. Dokonał gruntownej przebudowy i renowacji katedry łacińskiej (m.in. gotycki, ceglany gmach został wówczas otynkowany).

### Działalność polityczna
Pobożny i ofiarny na cele kościelne, na sejmach występował jako zwolennik reformy skarbowo-wojskowej. W 1764 roku był elektorem Stanisława Augusta Poniatowskiego z województwa ruskiego, jako deputat od Rzeczypospolitej podpisał jego pacta conventa. W 1764 roku został wyznaczony senatorem rezydentem.
Należał do twórców i zwolenników wśród biskupów konfederacji barskiej. Zwalczał prądy oświecenia. Za lojalność wobec Austrii 16 czerwca 1775 roku otrzymał tytuł hrabiowski z członkami rodziny.
W czasie kasaty józefińskiej przeprowadzanej w zaborze austriackim nie godził się na decydowanie przez władze świeckie w sprawach kościelnych. Wierząc w dobrą wolę cesarzowej Marii Teresy, mimo podeszłego wieku interweniował osobiście w Wiedniu w sprawach spornych z lwowskim gubernium. Nie wziął udziału w uroczystym "homagium" składanym przez przedstawicieli wszystkich stanów Galicji nowemu władcy, które miało miejsce 29 grudnia 1773 roku. Nigdy nie złożył wizyty gubernatorowi Antonowi von Pergen uważając, że ten jako młodszy wiekiem i katolik oraz gość powinien pierwszy odwiedzić księcia Kościoła, będącego we Lwowie gospodarzem. Przez władze został nawet, wraz z całą kapitułą katedralną, poddany kilkuletniemu internowaniu w Dunajowie.

### Śmierć, testament i pochówek
Zmarł w pałacu biskupim w Obroszynie koło Lwowa 25 października 1780. Wykonawcą testamentu uczynił swego siostrzeńca, profesora filozofii i teologii Akademii Lwowskiej, jezuitę Dominika Sendzimira (1728-1782). Był on synem Andrzeja Sendzimira herbu Ostoja i Anny z Sierakowskich Sendzimirowej, którzy w latach 40. XVIII wieku ufundowali drewniany kościół św. Antoniego w Sieniawie. Wacław Hieronim Sierakowski zgodnie z życzeniem został pochowany w Katedrze Łacińskiej pod wezwaniem Wniebowzięcia Najświętszej Maryi Panny we Lwowie, gdzie znajduje się jego nagrobek. Serce zaś spoczęło 15 grudnia 1780 r. w lwowskim Kościele Matki Boskiej Śnieżnej na Przedmieściu Halickim, wcześniej podniesionym przez niego do rangi kolegiaty. Następcą Wacława Hieronima Sierakowskiego na stolicy biskupstwa łacińskiego we Lwowie został Ferdynand Onufry Kicki.

## Ordery i odznaczenia
- Order Orła Białego (1754)[16]
- Krzyż Wielki Orderu Świętego Stefana (1775)[17].